# Listă de comune din municipiul Chișinău
Această listă conține comunele din municipiul Chișinău, Republica Moldova, cu satele din componența lor. Celulele gri indică localitățile consemnate ca „sat (comună)” în Legea privind organizarea administrativ-teritorială a Republicii Moldova.
| Comuna    | Satul de reședință | Sate componente |
| --------- | ------------------ | --------------- |
| Băcioi    | Băcioi             | Băcioi          |
| Băcioi    | Băcioi             | Brăila          |
| Băcioi    | Băcioi             | Frumușica       |
| Băcioi    | Băcioi             | Străisteni      |
| Bubuieci  | Bubuieci           | Bîc             |
| Bubuieci  | Bubuieci           | Bubuieci        |
| Bubuieci  | Bubuieci           | Humulești       |
| Budești   | Budești            | Budești         |
| Ciorescu  | Ciorescu           | Ciorescu        |
| Ciorescu  | Ciorescu           | Făurești        |
| Ciorescu  | Ciorescu           | Goian           |
| —         | —                  | Colonița        |
| —         | —                  | Condrița        |
| Cruzești  | Cruzești           | Ceroborta       |
| Cruzești  | Cruzești           | Cruzești        |
| —         | —                  | Ghidighici      |
| Grătiești | Grătiești          | Grătiești       |
| Grătiești | Grătiești          | Hulboaca        |
| Tohatin   | Tohatin            | Buneți          |
| Tohatin   | Tohatin            | Cheltuitori     |
| Tohatin   | Tohatin            | Tohatin         |
| Trușeni   | Trușeni            | Dumbrava        |
| Trușeni   | Trușeni            | Trușeni         |